# 垜枕

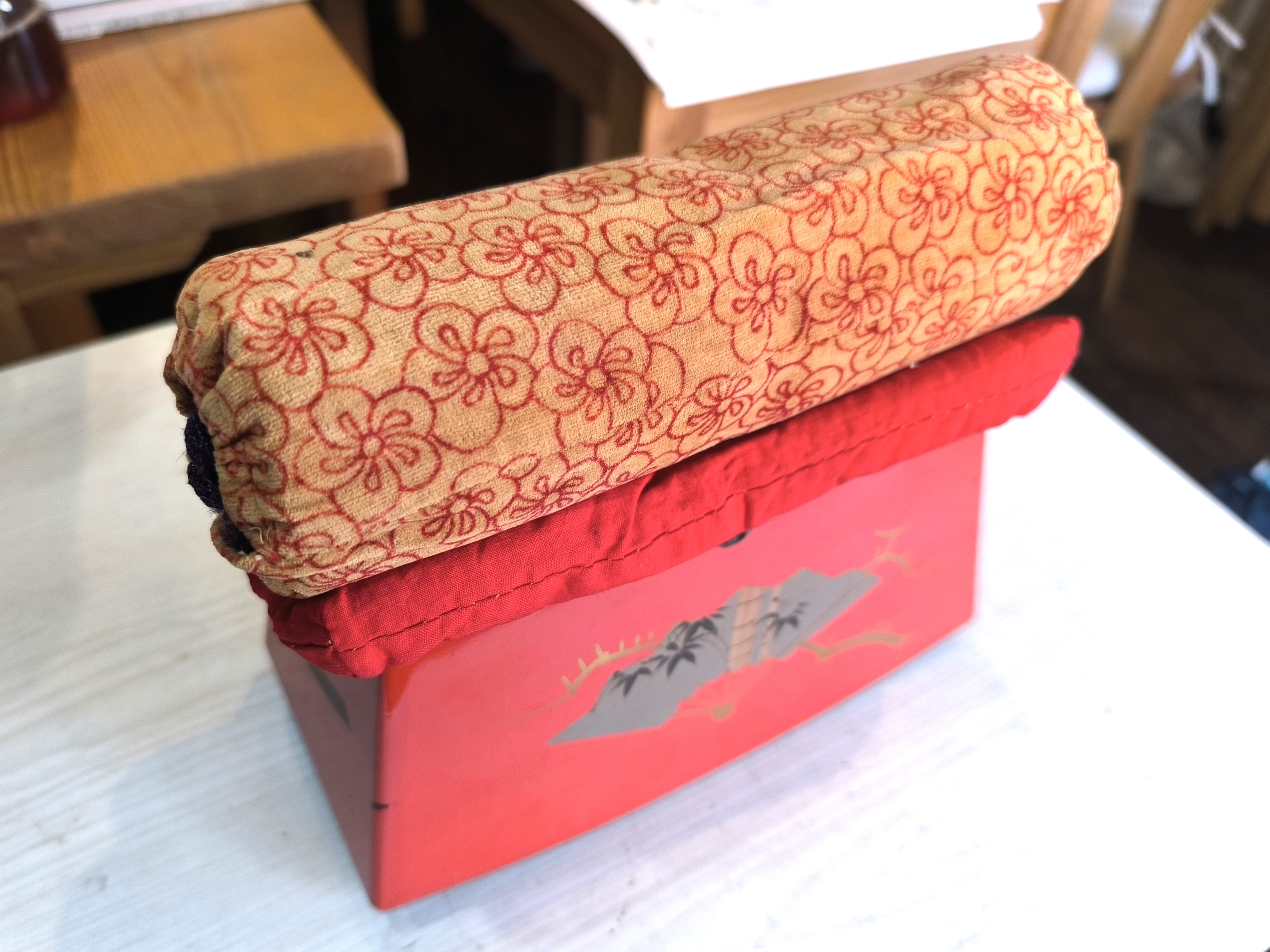
典型的な垜枕

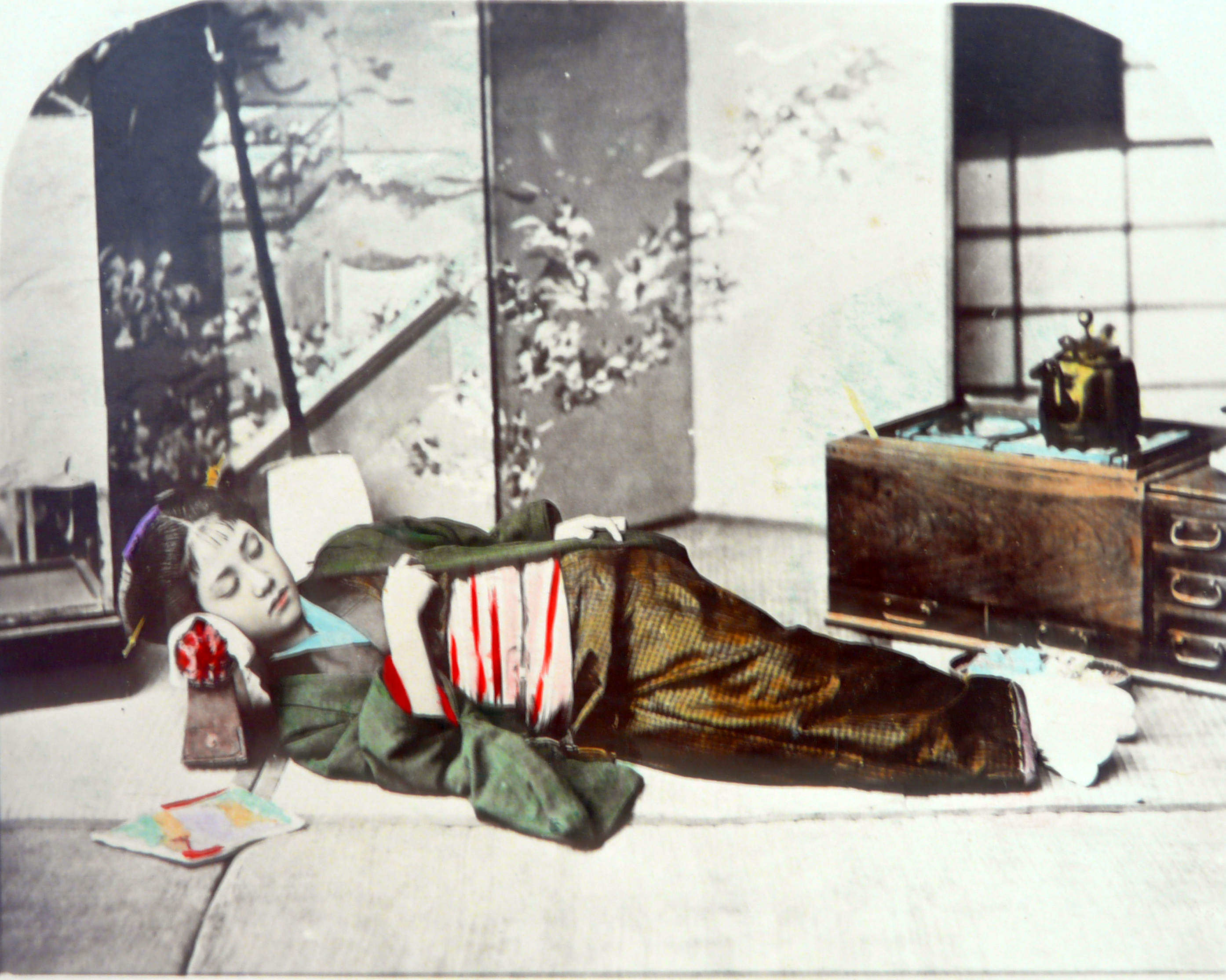
垜枕を使用する女性

垜枕（あずちまくら）とは、細長い枕（小枕）を裾広がりで上部に向かって狭くすぼまる形状（台形）の箱の上に載せて使う枕の一種である。箱の形状が弓道の垜に似ていることからその名がついた。箱枕ともいう。日本国語大辞典によると文字史料での初出は1789–1801年頃に出版された『洒落本・玉之帳』の「しまぐんないの夜着の袖に入てあるあづち枕を二ツだしてならべ」という記述であるという。
垜枕は、古代から中世にかけての日本で用いられていた木枕から発展したものであり、髷を結う文化とともに登場し、大正時代のはじめ頃までは用いられていた。近世日本の女性は髪を鬢付油で固めて頭上にまとめることが多く、なるべく髪型を崩さないよう枕が髪に当たる面積を極力少なくし、首の付け根にあてがって用いられる。そのため主に女性に用いられていた。また、男性においてもちょんまげが流行したため、髷を崩さない枕が求められた。
初期の垜枕は木枕の内部を空洞にしたものであったが、享保の頃から底を広く作るようになった。底部を弓形に反らせた「船底枕」と呼ばれるものもあり、寝返りをうちやすかったという。木材には桐、ケヤキ、桑などが用いられ、小枕は布製の袋にそば殻、もみ殻、アズキなどを入れていた。頭・首が当たる箇所には紙を2–3枚巻き、紐で箱枕とくくりつけて固定する。